# Ирхкасы
Ирхкасы́ (чув. Йĕрĕхкасси) — деревня в Моргаушском районе Чувашской Республики. Входит в состав Сятракасинского сельского поселения.

## География
Находится в северо-западной части Чувашии, на расстоянии приблизительно 7 км на юго-восток по прямой от районного центра села Моргауши.

## История
Известна с 1859 года как околоток села Оточево, где было 16 дворов и 71 человек. В 1906 году отмечено 23 двора, 110 жителей, в 1926 — 22 двора и 109 жителей, в 1939 — 82 жителя, в 1979 — 28. В 2002 году было 5 дворов, в 2010 — 8 домохозяйств. В 1930 году был образован колхоз «Красное Оточево», в 2010 действовало КФХ «Малышев».

## Население
Постоянное население составляло 20 человек (чуваши 100 %) в 2002 году, 26 в 2010.